# عبد الله الحجيل
عبد الله الحجيل لاعب كرة قدم سعودي ، في مركز الوسط.
مثل نادي الهلال في الفئات السنية و لعب بعدها لأندية الفتح و الرياض و الحزم و النهضة و المزاحمية و المحمل.